# Ciclo de tanque pressurizado

O ciclo de tanque pressurizado. Os tanques de propelente são pressurizados para fornecer combustível e oxidante para o motor, eliminando a necessidade de turbobombas

O Ciclo de tanque pressurizado é um ciclo de produção de força num motor de foguete de combustível líquido. Nesse processo, os propelentes são impulsionados para as câmaras de combustão através da pressão aplicada nos tanques. A maior vantagem relativa a outros ciclos em motores de foguete, é sua simplicidade, pois não requer bombas nem sistemas de controle sofisticados. Nesse processo, um tanque adicional com gás pressurizado, geralmente hélio ou nitrogênio, libera o seu conteúdo para os tanques de propelente. A medida que a pressão dos tanques de propelentes aumenta, os propelentes são forçados para as câmaras de combustão.
A maioria dos motores de controle de atitude e manobras orbitais fazem uso do Ciclo de tanque pressurizado.